# Siliquofera grandis
Siliquofera grandis (лат.) — вид кузнечиков, прямокрылых насекомых из семейства Tettigoniidae, выделяемый в монотипный род Siliquofera.

## Описание
Один из самых крупных кузнечиков, самый крупный вид подсемейства Phyllophorinae и один из самых крупных видов семейства Tettigoniidae. Общая длина тела самок со сложенными крыльями превышает 13 см, длина надкрыльев достигает 12 см, размах полностью раскрытых надкрыльев — около 25 см, одно из самых больших в мире насекомых. Однако брюшко значительно короче крыльев, даже длинный яйцеклад самки полностью скрыт под сложенными надкрыльями. Поэтому фактическая длина непосредственно самого тела этих кузнечиков значительно меньше видимого размера. Ярко-зеленые надкрылья имеют глянцевый отлив. Переднеспинка очень сильно вытянута вверх и назад, образует длинный и широкий выгнутый сужающийся к вершине капюшоновидный полый внутри хитинизированный щиток, заходящий сверху далеко на надкрылья. Сверху он плоский, по бокам имеет две грани с рядами мелких зубцов по всей длине. Общая длина переднеспинки у самок достигает 5,5 см. У личинок этих кузнечиков имеется такой же щиток на переднеспинке, он покрывает сверху и с боков всё их тело до самого кончика брюшка. Листовидная форма тела и ярко-зеленая окраска помогают кузнечикам S. grandis маскироваться в кронах деревьев, мимикрировать под листья растений. Движения этих кузнечиков медлительны, что дополнительно способствует маскировке среди листвы. Их ноги длинные и покрыты мелкими шипами, голени задних ног — с обеих сторон их дорсальной поверхности. На голенях передних ног есть слуховой орган, состоящий из выстланной мембраной ямки, способный улавливать звуки средних частот и ультразвук.

## Стридуляция
Стридуляционного органа на надкрыльях у самцов S. grandis нет, поэтому эти кузнечики совсем не стрекочут. В то же время, у основания задних ног у кузнечиков обоих полов есть особый стридуляционный аппарат, состоящий из расположенных на нижней поверхности тазиков третьей пары ног многочисленных мелких параллельных гребней, которые трутся о ряд мелких бугорков на поверхности мезостернальных лопастей, находящихся на нижней стороне третьего грудного сегмента. При этом издается довольно громкий шуршащий звук, которым кузнечики отпугивают врагов. Однако это лишь защитная стридуляция и для привлечения противоположного пола она не используется.

## Ареал и места обитания
Кузнечик Siliquofera grandis является эндемиком экваториальной и субэкваториальной зон австралазийского биогеографического региона. Обитает в тропических лесах острова Новая Гвинея, островов Ару и на севере полуострова Кейп-Йорк на крайнем северо-востоке Австралии. Однако в Австралии этот вид был обнаружен лишь 6 раз в национальном парке Кутини-Пайяму. Держится высоко в кронах деревьев и на земле встречается очень редко.

## Систематика
Род Siliquofera относится к распространенному в Южной Азии, Австралии, Новой Зеландии, на островах Малайского архипелага, западной и юго-западной Океании подсемейству настоящих кузнечиков Phyllophorinae, включающему 12 родов с 68 видами.

## Фото

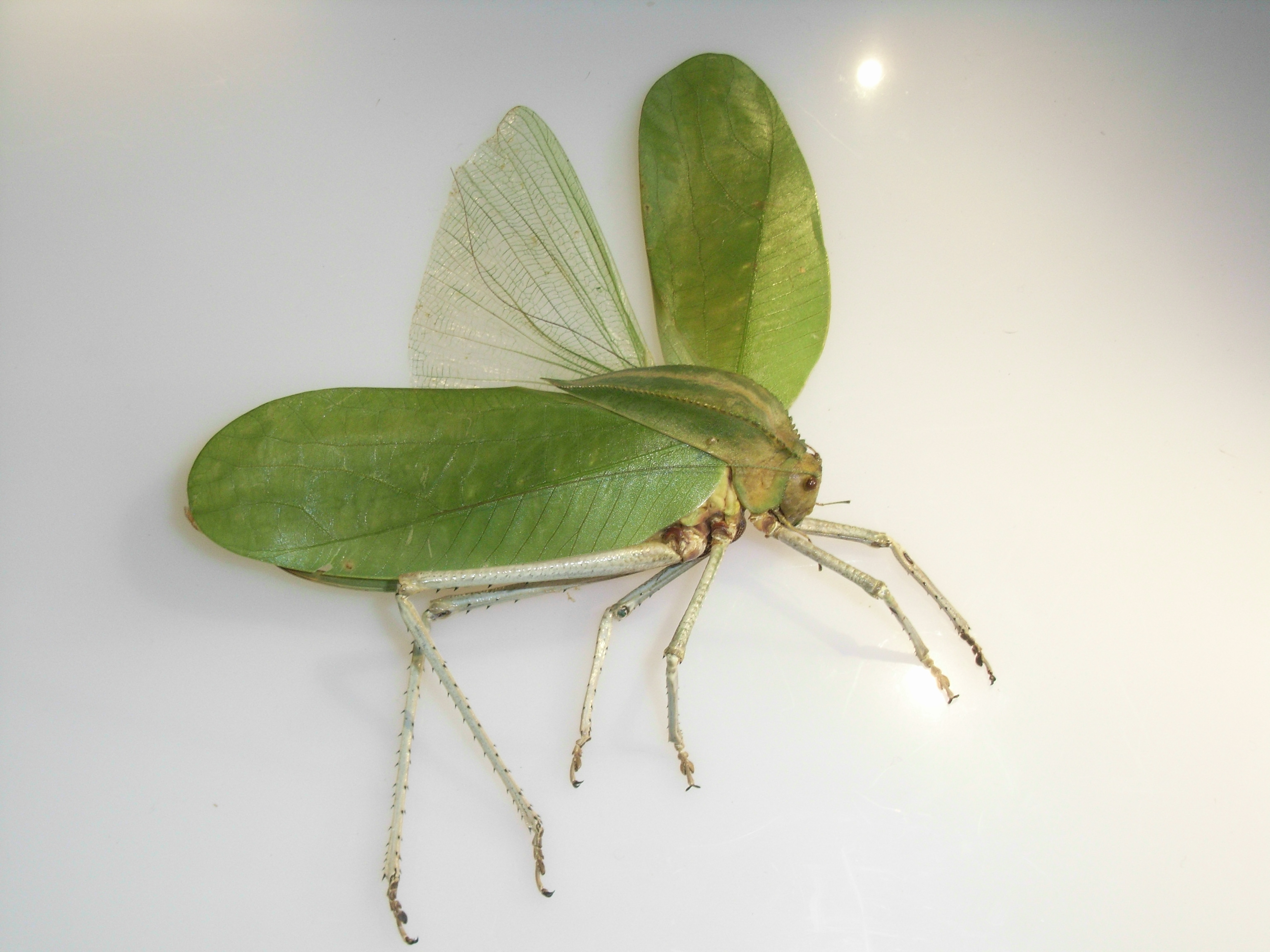

Переднеспинка
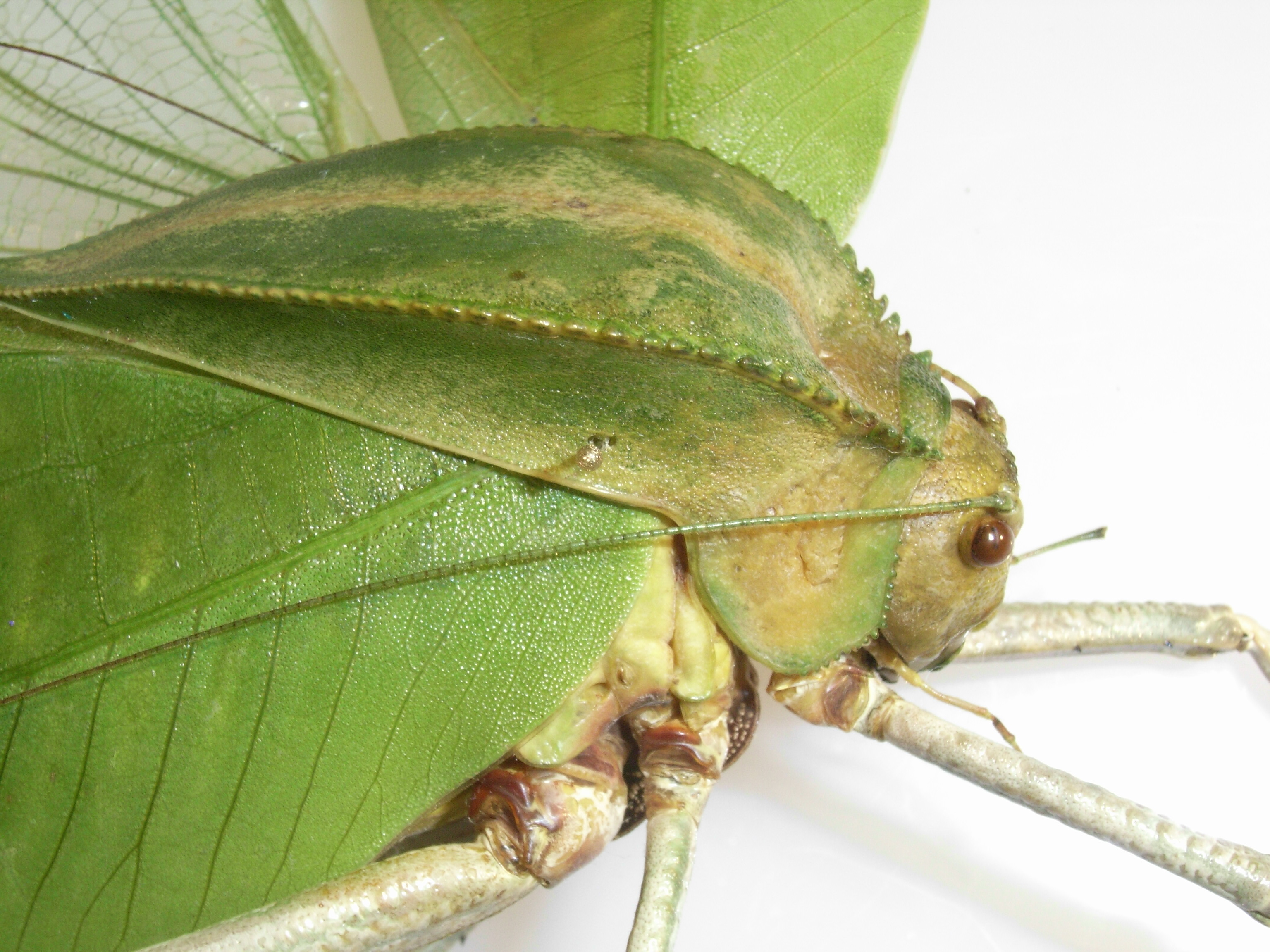
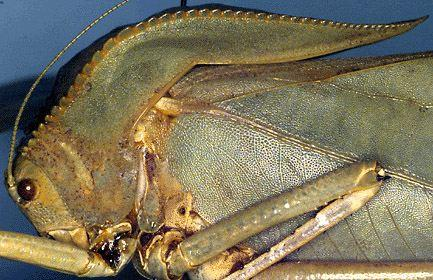
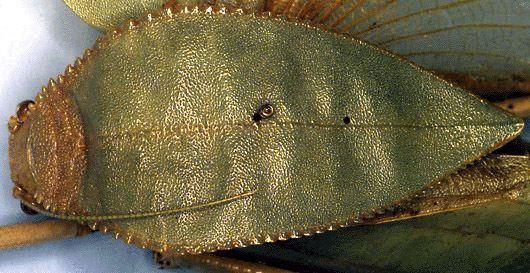